# Jewgienij Stiebłow
Jewgienij Jurjewicz Stiebłow (ros. Евге́ний Ю́рьевич Стебло́в; ur. 8 grudnia 1945 w Moskwie) – radziecki i rosyjski aktor filmowy, teatralny i głosowy.

## Wybrana filmografia

### Filmy fabularne
- 1963: Chodząc po Moskwie jako Sasza Szatałow

### Filmy animowane
- 1983: Zamek kłamców jako narrator

## Odznaczenia
- Zasłużony Artysta RFSRR (1983)
- Ludowy Artysta Federacji Rosyjskiej (1993)[1]
- Order Honoru (1998)[2]
- Order Za Zasługi dla Ojczyzny klasy IV (2006) – Za wielki wkład w rozwój sztuki teatralnej i długoletnią działalność twórczą[3]
- Medal Czechowski (2010)[4]
- Order Przyjaźni (2017)[5]